# Flamboyantsläktet
Flamboyantsläktet (Delonix) är ett växtsläkte i familjen ärtväxter med 9 arter som förekommer naturligt i Afrika, Madagaskar och Asien.